# Liste der Naturschutzgebiete in Hamm
Die Liste der Naturschutzgebiete in Hamm enthält die Naturschutzgebiete der kreisfreien Stadt Hamm in Nordrhein-Westfalen.

## Liste
| Schlüssel- nummer | Gebietsname                                        | CDDA- Sitecode | IUCN- Kategorie | Schutzwürdige Biotope                             | Fläche in ha | Flächen- anzahl | Jahr der Ausweisung | Bild                                    |
| ----------------- | -------------------------------------------------- | -------------- | --------------- | ------------------------------------------------- | ------------ | --------------- | ------------------- | --------------------------------------- |
| HAM-001           | Gallberg                                           | 163194         | IV              | BK-4312-0144                                      | 22,8480      | 1               | 1988                |                                         |
| HAM-002           | Kurricker Berg (Teilfläche auf Hammer Stadtgebiet) | 164305         | IV              | BK-4212-0123                                      | 4,2065       | 1               | 1988                |                                         |
| HAM-003           | Alte Lippe und Ehemaliger Radbodsee                | 329248         | IV              | BK-4312-0012 BK-4312-007 BK-4312-910              | 89,4707      | 2               | 1989                | NSG Alte Lippe und Ehemaliger Radbodsee |
| HAM-004           | Brauck und Eckernkamp                              | 329297         | IV              | BK-4312-0151 BK-4312-0152                         | 44,9822      | 2               | 1988                | NSG Brauck und Eckernkamp               |
| HAM-005           | Frielicker Holz                                    | 329382         | IV              | BK-4212-0038                                      | 150,7034     | 1               | 2004                |                                         |
| HAM-006           | Tibaum                                             | 329673         | IV              | BK-4312-001 BK-4312-0150                          | 84,8352      | 1               | 1988                | NSG Tibaum                              |
| HAM-007           | Schmehauser Mersch                                 | 319081         | IV              | BK-4313-909                                       | 102,0416     | 1               | 1995                | NSG Schmehauser Mersch                  |
| HAM-008           | Munnebach                                          | 318823         | IV              | BK-4313-300 BK-4313-908                           | 41,4542      | 1               | 1995                | NSG Munnebach                           |
| HAM-009           | Haarener Lippeaue                                  | 318483         | IV              | BK-4213-097 BK-4213-918                           | 101,7578     | 1               | 1995                | NSG Haarener Lippeaue                   |
| HAM-010           | Oberwerrieser Mersch                               | 318903         | IV              | BK-4213-917                                       | 72,6941      | 1               | 1995                | NSG Oberwerrieser Mersch                |
| HAM-011           | Mühlenlaar                                         | 318813         | IV              | BK-4213-916                                       | 75,9079      | 1               | 1995                | NSG Mühlenlaar                          |
| HAM-012           | Schlagmersch                                       | 319070         | IV              | BK-4213-915 BK-4213-921                           | 75,0173      | 1               | 1995                |                                         |
| HAM-013           | Heessener Wald                                     | 318514         | IV              | BK-4213-0007                                      | 34,7700      | 1               | 1995                |                                         |
| HAM-014           | Lohbusch                                           | 164504         | IV              | BK-4213-0008                                      | 7,6300       | 1               | 1995                |                                         |
| HAM-015           | Haarener Baggerseen                                | 318482         | IV              | BK-4213-919                                       | 20,8400      | 1               | 1995                |                                         |
| HAM-016           | Geithewald                                         | 318432         | IV              | BK-4313-0013 BK-4313-0024                         | 118,7134     | 1               | 1995                |                                         |
| HAM-017           | Wilshauser Holz                                    | 319338         | IV              | BK-4313-0022                                      | 25,6500      | 1               | 1995                |                                         |
| HAM-018           | Hohenover                                          | 318558         | IV              | BK-4313-905                                       | 34,8100      | 1               | 1995                |                                         |
| HAM-019           | Ahsemersch                                         | 318086         | IV              | BK-4313-011 BK-4313-904                           | 25,0300      | 1               | 1995                |                                         |
| HAM-020           | Gravenkamp                                         | 318460         | IV              | BK-4313-016 BK-4313-903                           | 28,6200      | 1               | 1995                |                                         |
| HAM-021           | Caldenhof                                          | 318276         | IV              | BK-4313-902                                       | 17,3115      | 1               | 1995                |                                         |
| HAM-022           | Donauer Bach                                       | 329333         | IV              | BK-4312-0016                                      | 69,7378      | 1               | 1995                |                                         |
| HAM-023           | Kuhkamp                                            | 329501         | IV              | BK-4312-0143                                      | 30,4088      | 1               | 1999                |                                         |
| HAM-024           | Seseke                                             | 329629         | IV              | BK-4412-0329                                      | 43,3419      | 2               | 1999                |                                         |
| HAM-025           | Oberer Bewerbach                                   | 329546         | IV              | BK-4313-0012 BK-4313-031                          | 95,7172      | 4               | 1999                |                                         |
| HAM-026           | Rehwiese                                           | 329587         | IV              | BK-4313-0105                                      | 25,3128      | 1               | 1999                |                                         |
| HAM-027           | Unterer Bewerbach                                  | 329683         | IV              | BK-4313-0103 BK-4313-0285 BK-4313-031 BK-4313-032 | 58,1599      | 4               | 1999                |                                         |
| HAM-028           | Hohenover Süd                                      | 329444         | IV              | BK-4313-0285 BK-4313-905                          | 47,3650      | 2               | 1999                |                                         |
| HAM-029           | Ahsemersch Süd                                     | 329246         | IV              | BK-4313-011                                       | 22,7294      | 1               | 1999                |                                         |
| HAM-030           | Gravenkamp Süd                                     | 329395         | IV              | BK-4313-011 BK-4313-903                           | 21,4855      | 2               | 1999                |                                         |
| HAM-031           | Caldenhof Süd                                      | 329316         | IV              | BK-4313-011 BK-4313-902                           | 10,3583      | 3               | 1999                |                                         |